# Ville-sur-Jarnioux
Ville-sur-Jarnioux è un comune francese di 788 abitanti situato nel dipartimento del Rodano della regione Alvernia-Rodano-Alpi.

## Società

### Evoluzione demografica
Abitanti censiti